# Glass Harp
Glass Harp je americké rockové power trio, založené v roce 1968. Původními členy skupiny byli kytarista Phil Keaggy, bubeník John Sferra a baskytarista Steve Markulin. Markulin skupinu záhy po založení opustil a přešel do The Human Beinz. Nahradil ho Daniel Pecchio. Své první studiové album skupina nahrávala ve studiu Electric Lady Studios. Šlo o eponymní desku, kterou produkoval Lewis Merenstein a vedle členů kapely se na ní podílel také velšský hudebník a producententův tehdejší častý spolupracovník John Cale (hrál zde na violu).

## Diskografie
- Glass Harp (1970)
- Synergy (1971)
- It Makes Me Glad (1972)
- Strings Attached (2001)
- Hourglass (2003)
- Stark Raving Jams (2004)